# 埃卡茨贝加
埃卡茨贝加（德語：Eckartsberga，發音：[ˌɛkaʁtsˈbɛʁɡaː] ⓘ）是德国萨克森-安哈尔特州布尔根兰县的城市，面积35.97平方千米，2023年12月31日人口为2,265人。